# Eoscorpius
Genre
Synonymes
- Trigonoscorpio Petrunkevitch, 1913
- Alloscorpius Petrunkevitch, 1949
- Europhthalmus Petrunkevitch, 1949
- Lichnophthalmus Petrunkevitch, 1949
- Typhloscorpius Petrunkevitch, 1949

Eoscorpius est un genre fossile de scorpions de la famille des Eoscorpiidae.

## Répartition
Les espèces de ce genre ont été découvertes au Royaume-Uni, aux États-Unis, en Allemagne et au Canada. Elles datent du Carbonifère.

## Liste des espèces
Selon World Spider Catalog 20.5 :
- † Eoscorpius bornaensis Sterzel, 1918
- † Eoscorpius carbonarius Meek & Worthen, 1868
- † Eoscorpius casei Kjellesvig-Waering, 1986
- † Eoscorpius distinctus (Petrunkevitch, 1949)
- † Eoscorpius mucronatus Kjellesvig-Waering, 1986
- † Eoscorpius pulcher (Petrunkevitch, 1949)
- † Eoscorpius sparthensis Baldwin & Sutcliffe, 1904

## Publication originale
- (en) Meek et Worthen, « Preliminary notice of a scorpion, a Eurypterus? and other fossils from the Coal Measures of Illinois and Iowa », American Journal of Science and Arts, 1868,  sér. 2, vol. 46, p. 19-28 (lire en ligne).